# 프라이부르크임브라이스가우

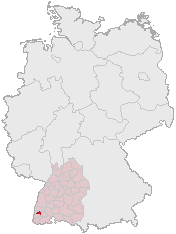
프라이부르크 위치 지도

프라이부르크(독일어: Freiburg)는 독일 바덴뷔르템베르크주에 있는 도시이다. 인구 217,547(2006). 바덴뷔르템베르크 주 서남부의 역사적으로 바덴으로 불린 지방에 위치하며, 브라이스가우 지역에 있다고 하여 다른 지역의 프라이부르크와 구분하여 프라이부르크임브라이스가우(독일어: Freiburg im Breisgau)라고도 한다.
바덴뷔르템베르크 주 서남부에 위치하며, 프랑스·스위스 국경에서 가깝다. 라인강과도 가까우며, 슈바르츠발트로 불리는 삼림 지대의 서쪽 기슭 지역에 있다. 프라이부르크임브라이스가우의 역사는 1120년에 시작된다. 이후 교역의 중심지로 번영하였으나, 합스부르크·바이에른·오스트리아·프랑스 등 여러 왕조의 지배를 받았고, 17세기 30년 전쟁 때에는 전쟁터로 큰 피해를 보았다. 1805년 브라이스가우 지방은 완전히 바덴에 귀속되었다. 1827년 가톨릭의 프라이부르크 대교구가 형성되어 대주교좌 소재지가 되었고, 이후 가톨릭의 중심지로 발전했다. 대주교좌의 대성당은 13세기에 고딕 양식으로 건립되었으며, 탑의 높이가 116m나 된다. 1457년 개설된 프라이부르크 대학교(알베르트 루트비히 대학교)가 있는 대학도시이기도 하다. 대성당과 많은 옛 건물이 있는 구 시가지에는 매년 3백만명이 넘는 관광객이 찾아온다.

## 정치

### 개요
가톨릭 보수 성향이었던 프라이부르크에서는 1962년 유진 카이델(Eugen Keidel)가 사회민주주의자로는 최초로 시장으로 선출되었다.
1982년 같은 당 동료인 롤프 뵈메(Rolf Böhme)가 후임 시장직을 맡았고, 이후 2002년에 퇴임하였다. 그 사이에 프라이부르크는 녹색당의 주요 거점으로 통하게 되었다. 이는 독일에서 대도시 중 최초로 녹색당 시장이 선출된 것 뿐만 아니라 계속해서 녹색당이 평균을 웃도는 선거 결과를 얻는다는 점을 통해서도 드러난다. 2002년과 2005년 연방의회 선거에서 프라이부르크 선거구는 25퍼센트, 또는 22.8퍼센트 가랴의 제2표를 획득하면서 녹색당에게 전국 최고의 지역구가 되었다. 그러나 녹색당이 2004년 시 선거구에서 36.8퍼센트의 득표율에 도달한 이후, 2006년 3월 주 의회 선거에서는 기독민주당이 30.3퍼센트의 득표율로 다시 최대 정치 세력으로 자리매김하였다. 2011년 주 의회 선거에선 녹색당의 선거 결과가 34.5퍼센트(프라이부르크 1)와 39.9퍼센트(프라이부르크 2)로 주 전반의 추세에 맞춰 다시 한 번 상승하는 모습이 나타났다.

### 시장(市長)
1832년부터 프라이부르크 시의 수반은 시장(Bürgermeister)이라는 호칭을 사용하였으며, 1875년 이후에야 대도시의 시장을 의미하는 오버뷔어거마이스터(Oberbürgermeister)라는 명칭으로 불렸다. 한편, 프라이부르크 시장은 시 참사회에서 의결권을 행사하는 의장을 겸한다.
현재(2017년 기준) 프라이부르크의 시장(Oberbürgermeister)은 녹색당(Grüne)의 디터 살로몬(Dieter Salomon)이다.

## 문화 및 여가 생활

### 스포츠
축구
프라이부르크는 1978년 이후 계속 분데스리가 1부 혹은 2부에 올라가 있는 축구 구단 SC Freiburg의 연고지이다.

### 관광명소 및 명물
- 슐로스베르크(Schlossberg)는 구시가지의 가장자리에 위치하며 수많은 산책로, 노르딕 워킹 코스, 도시의 지붕 위에 있는 두 곳의 레스토랑 등이 있는 선호 받는 근교 휴양지이다. 꼭대기 위에는 2002년부터 도시 전체와 동쪽의 슈바르츠발트에서 서쪽의 Vogesen 지역까지에 이르는 주변 지역의 인상적인 경관을 볼 수 있게 해주는 슐로스베르크 탑(Schlossbergturm)이 있다.
- 이전에 바거호수였던 아를레스하이머 호수(Arlesheimer See)는 오늘날 도시의 서쪽 가장자리 무스발트(Mooswald)에 있는 자연보호지이다.
- 샤우인스란트(Schauinsland)는 이 도시의 보금자리가 되어주는 산이다. 해발고도 1284미터에 달하는 이 곳의 정상은 도시의 경계선에 위치하고 있다. 1930년엔 샤우인스란트 케이블카의 운행이 시작되었다. 전망대 탑은 전임 시장인 오이겐 카이델(Eugen Keidel)의 이름을 따서 쓰고 있다.
- 프라이부르크 실개천(Bächle)은 대부분 골목길들의 가장자리나 구시가지 거리들에 있는 작은 수로를 의미하며 이 도시를 대표하는 상징물이다.
- 슈바르츠발트 슈타디온(Schwarzwald-Stadion)은 분데스리가 1부 리그 소속 구단인 SC Freiburg의 홈구장이다.
- 동물 사육장인 문덴호프(Mundenhof)는 작은 동물원으로 많은 가족들이 아이들과 함께 즐겨 찾는 곳이다. 인근의 시 소유지에선 매년 이른 여름 다양한 음악 장르의 연주자들과 함께 하는 Zeit-Musik-Festival(ZMF)가 개최된다.
- 전승기념비는 1876년 9군단에 봉헌된 기념물로 1870년과 1871년 있었던 보불전쟁에서의 독일의 승리를 기념하기 위해 세워졌다.

## 경제 및 기반시설

### 교통

#### 개요
비슷한 규모의 다른 도시들과 비교했을 때 프라이부르크 시내 교통량에서 자가용 차량이 차지하는 비율은 적은 편이다. 반면에 자전거 교통이 차지하는 비율은 매우 높다. 프라이부르크의 도로, 자전거 길, 보행자 도로망은 1290킬로미터에 달한다.

#### 자전거 교통
2016년 프라이부르크에서 전체 교통 발생량 중 자전거 교통의 비중은 34퍼센트 가량이었으며 비슷한 크기의 다른 도시들과 비교하면 이는 매우 높은 것이었다. 프라이부르크의 교통정책에서 자전거 타기에 대한 장려와 촉진은 높은 우선순위를 가지며 자전거가 일상적 교통수단으로서 크게 확산된 이래로 프라이부르크의 교통정책은 많은 곳에서 모범 사례로 통하고 있다.
2019년에는 시내에 400대 가량의 자전거를 빌려 쓸 수 있게 할 것이라고 한다. 지금까지는 중앙역 쪽의 자전거 보관소에서 자전거를 빌려 타는 것만 가능했다.

## 생태 도시 보봉
보봉(Vauban)은 프랑스, 스위스 접경 지대이면서 교육도시로 프라이부르크 교외에 위치해 있다. 프라이부르크 시내로 이어지는 간선도로를 제외하고는 모두 자동차 통행이 금지돼 있다. 거리 주차는 물론 집 차고, 도로에서 차고를 잇는 진입로 등이 일반적으로 금지돼 있다. 이 도시에서 살려면 우선, 개인주차장을 짓지 않겠다고 약속해야 한다. 유료 공용 주차장이 있기는 하나, 차 한대당 주차비가 3700유로(약 500만원)이다.
마을내에서는 자전거를 이용하고 만일 교외로 놀러 가거나 할 때는 마을에서 빌려주는 차를 이용한다. 보봉의 2006년 첨단 그린도시 사례는 미국과 영국 등지로 퍼지고 있다.

## 인구
| 연도    | 인구    | ±%      |
| ------- | ------- | ------- |
| 1385    | 9,000   | —       |
| 1620    | 10,000  | +11.1%  |
| 1871    | 24,668  | +146.7% |
| 1900    | 61,504  | +149.3% |
| 1910    | 83,324  | +35.5%  |
| 1919    | 87,946  | +5.5%   |
| 1925    | 90,475  | +2.9%   |
| 1933    | 99,122  | +9.6%   |
| 1939    | 110,110 | +11.1%  |
| 1950    | 109,717 | −0.4%   |
| 1961    | 145,016 | +32.2%  |
| 1970    | 162,222 | +11.9%  |
| 1987    | 178,672 | +10.1%  |
| 2011    | 209,628 | +17.3%  |
| 2017    | 229,636 | +9.5%   |
| source: |         |         |

## 기후
| Freiburg 1981-2010, sunshine 1990-2010, extremes 1973–present의 기후 | Freiburg 1981-2010, sunshine 1990-2010, extremes 1973–present의 기후 | Freiburg 1981-2010, sunshine 1990-2010, extremes 1973–present의 기후 | Freiburg 1981-2010, sunshine 1990-2010, extremes 1973–present의 기후 | Freiburg 1981-2010, sunshine 1990-2010, extremes 1973–present의 기후 | Freiburg 1981-2010, sunshine 1990-2010, extremes 1973–present의 기후 | Freiburg 1981-2010, sunshine 1990-2010, extremes 1973–present의 기후 | Freiburg 1981-2010, sunshine 1990-2010, extremes 1973–present의 기후 | Freiburg 1981-2010, sunshine 1990-2010, extremes 1973–present의 기후 | Freiburg 1981-2010, sunshine 1990-2010, extremes 1973–present의 기후 | Freiburg 1981-2010, sunshine 1990-2010, extremes 1973–present의 기후 | Freiburg 1981-2010, sunshine 1990-2010, extremes 1973–present의 기후 | Freiburg 1981-2010, sunshine 1990-2010, extremes 1973–present의 기후 | Freiburg 1981-2010, sunshine 1990-2010, extremes 1973–present의 기후 |
| 월                                                                   | 1월                                                                  | 2월                                                                  | 3월                                                                  | 4월                                                                  | 5월                                                                  | 6월                                                                  | 7월                                                                  | 8월                                                                  | 9월                                                                  | 10월                                                                 | 11월                                                                 | 12월                                                                 | 연간                                                                 |
| -------------------------------------------------------------------- | -------------------------------------------------------------------- | -------------------------------------------------------------------- | -------------------------------------------------------------------- | -------------------------------------------------------------------- | -------------------------------------------------------------------- | -------------------------------------------------------------------- | -------------------------------------------------------------------- | -------------------------------------------------------------------- | -------------------------------------------------------------------- | -------------------------------------------------------------------- | -------------------------------------------------------------------- | -------------------------------------------------------------------- | -------------------------------------------------------------------- |
| 역대 최고 기온 °C (°F)                                               | 19 (66)                                                              | 22 (72)                                                              | 26 (79)                                                              | 29 (84)                                                              | 34 (93)                                                              | 37 (99)                                                              | 38 (100)                                                             | 40 (104)                                                             | 33 (91)                                                              | 31 (88)                                                              | 23 (73)                                                              | 22 (72)                                                              | 40 (104)                                                             |
| 일평균 최고 기온 °C (°F)                                             | 5.0 (41.0)                                                           | 6.8 (44.2)                                                           | 11.5 (52.7)                                                          | 15.7 (60.3)                                                          | 20.5 (68.9)                                                          | 23.7 (74.7)                                                          | 26.8 (80.2)                                                          | 26.6 (79.9)                                                          | 21.0 (69.8)                                                          | 15.6 (60.1)                                                          | 9.3 (48.7)                                                           | 5.9 (42.6)                                                           | 15.6 (60.1)                                                          |
| 일일 평균 기온 °C (°F)                                               | 2.5 (36.5)                                                           | 3.5 (38.3)                                                           | 7.4 (45.3)                                                           | 10.9 (51.6)                                                          | 15.4 (59.7)                                                          | 18.6 (65.5)                                                          | 20.8 (69.4)                                                          | 20.2 (68.4)                                                          | 16.1 (61.0)                                                          | 11.6 (52.9)                                                          | 6.3 (43.3)                                                           | 3.5 (38.3)                                                           | 11.4 (52.5)                                                          |
| 일평균 최저 기온 °C (°F)                                             | 0.1 (32.2)                                                           | 0.6 (33.1)                                                           | 3.8 (38.8)                                                           | 6.3 (43.3)                                                           | 10.7 (51.3)                                                          | 13.8 (56.8)                                                          | 16.0 (60.8)                                                          | 15.6 (60.1)                                                          | 12.0 (53.6)                                                          | 8.4 (47.1)                                                           | 3.8 (38.8)                                                           | 1.3 (34.3)                                                           | 7.7 (45.9)                                                           |
| 역대 최저 기온 °C (°F)                                               | −17 (1)                                                              | −17 (1)                                                              | −11 (12)                                                             | −5 (23)                                                              | 0 (32)                                                               | 3 (37)                                                               | 5 (41)                                                               | 5 (41)                                                               | 1 (34)                                                               | −6 (21)                                                              | −10 (14)                                                             | −17 (1)                                                              | −17 (1)                                                              |
| 평균 강수량 mm (인치)                                                | 47 (1.9)                                                             | 51 (2.0)                                                             | 68 (2.7)                                                             | 74 (2.9)                                                             | 110 (4.3)                                                            | 95 (3.7)                                                             | 94 (3.7)                                                             | 85 (3.3)                                                             | 90 (3.5)                                                             | 76 (3.0)                                                             | 65 (2.6)                                                             | 79 (3.1)                                                             | 934 (36.7)                                                           |
| 출처 1: Weatheronline.de                                             |                                                                      |                                                                      |                                                                      |                                                                      |                                                                      |                                                                      |                                                                      |                                                                      |                                                                      |                                                                      |                                                                      |                                                                      |                                                                      |
| 출처 2: Meteociel.fr                                                 |                                                                      |                                                                      |                                                                      |                                                                      |                                                                      |                                                                      |                                                                      |                                                                      |                                                                      |                                                                      |                                                                      |                                                                      |                                                                      |

## 자매 도시
- 프랑스 브장송 (1959)
- 오스트리아 인스브루크 (1963)
- 이탈리아 파도바 (1967)
- 영국 길포드 (1979)
- 미국 매디슨 (1987)
- 일본 마쓰야마시 (1988)
- 우크라이나 리비우 (1989)
- 스페인 그라나다 (1991)
- 이란 이스파한 (2000)
- 대한민국 수원